# Raimundas Alekna

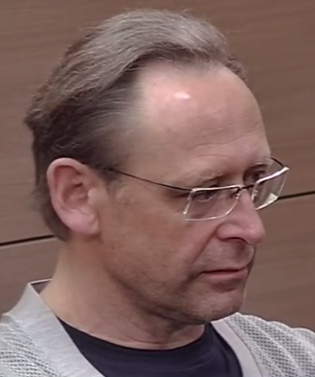
Raimundas Alekna, 2013

Raimundas Alekna (* 16. April 1959 in Subačius bei Kupiškis) ist ein litauischer Arzt, Psychotherapeut und Politiker, Mitglied des Seimas und Gesundheitsminister Litauens sowie ehemaliger Leichtathlet.

## Sportkarriere
1977 absolvierte Alekna die Internatssportschule in Panevėžys und 1978 wurde litauischer Jugendmeister im Leichtathletik-Mehrkampf. Von 1976 bis 1980 war er im Kader der Litauischen Leichtathletik-Nationalmannschaft. Ein Bruch des rechten Arms verheilte ausreichend und so konnte Alekna nicht weiter als Zehnkampf-Sportler an Wettkämpfen teilnehmen.

## Ausbildung
Nach dem Abitur 1977 am Sportinternat wurde Alekna erst nach dem dritten Bewerbungsversuch 1979 zum Medizinstudium zugelassen. Von 1979 bis 1985 absolvierte Alekna das Studium am Medizinischen Institut in Kaunas und 1986 die Internatur in der Psychiatrie. 1993 wurde er Psychiater der obersten Kategorie und 1997 ärztlicher Psychotherapeut der ersten Kategorie. Von 1990 bis 1992 war er Assistent an der Psychiatrie-Klinik der Kauno medicinos akademija.

## Politik
Von 1995 bis 1997 war Alekna Ratsmitglied und stellvertretender Bürgermeister der Stadtgemeinde Panevėžys. Von 1997 bis 2000 war er Seimas-Mitglied. Von 2003 bis 2007 war er Mitglied der Stadtgemeinde Vilnius. Von 2009 bis 2010 war er Berater des litauischen Ministerpräsidenten Andrius Kubilius. Vom 15. Dezember 2010 bis zum 19. April 2011 war er Bürgermeister von Vilnius. Sein Nachfolger im Amt war Artūras Zuokas.
Seit 1993 ist Alekna Mitglied der konservativen Partei Tėvynės sąjunga.

## Weitere Ämter
Ab 1997 war Alekna Vizepräsident und später Präsident des Litauischen Vereins für Transaktionsanalyse (Lietuvos transakcinės analizės asociacija). Von 2002 bis 2006 leitete er das Vilniusser Zentrum für Psychotherapie und Psychoanalyse. Ab 2003 leitete er den litauischen Triathlon-Sportverband Lietuvos triatlono federacija.

## Familie
Alekna ist in zweiter Ehe verheiratet. Seine erste Frau heiratete er im zweiten Studienjahr und hat mit ihr zwei Söhne. Mit der zweiten Ehefrau hat er einen Sohn und eine Tochter.